# Textes bouddhiques anciens
Les textes bouddhiques anciens, ou discours bouddhistes anciens sont des textes parallèles, partagés par les dix-huit écoles bouddhistes anciennes, qui ont une origine pré-sectaire.
Les textes anciens les plus importants sont les quatre nikayas palis, ainsi que les agamas chinois correspondants,,,. Cependant certains spécialistes considèrent que des textes du vinaya, comme les patimokkhas des différentes écoles bouddhistes, ainsi que des textes du premier Abhidharma pourraient également être très anciens,.
En plus des grands ensembles en pali et en chinois, il existe également des ensembles fragmentaires de textes bouddhiques anciens en sanskrit, khotanais, tibétain et gāndhārī. L'étude moderne du bouddhisme pré-sectaire repose fréquemment sur l'analyse comparative de ces diverses sources bouddhistes anciennes.
Différents spécialistes en bouddhologie, tels que Richard Gombrich, Akira Hirakaa, Alexander Wynne et A. K. Warder pensent que certaines parties des textes bouddhiques anciens pourraient provenir Bouddha historique lui-même, ou du moins des premières années du bouddhisme pré-sectaire,,. Selon l'universitaire japonais Akira Hirakawa, « Toute tentative de vérifier les enseignements originaux du Bouddha historique doit être basée sur cette littérature ».
Dans le bouddhisme mahāyāna, ces textes sont quelquefois désignés comme des textes Hinayana ou Shravakayana et ne sont pas considérés comme des appartenant aux œuvres Mahayana.

## Aperçu
Les textes bouddhiques anciens appartiennent à différents genres, incluant les sūtras en prose (Skt : sūtra, discours), les règles monastiques (Vinaya), diverses formes de compositions versifiées (comme les gathas et udânas), des œuvres mixtes en prose et vers (geya), ainsi que des listes de règles monastiques ou de thèmes doctrinaux (matika). Une grande part de la littérature bouddhiste ancienne appartient au genre sūtra, généralement organisée en différents recueils (nikayas ou agamas) et constitue la section dite Sūtra Pitaka (panier des sūtras) des divers canons bouddhistes anciens appelés Tripiṭakas (trois paniers). Les sūtras ont généralement un contenu doctrinal, spirituel et philosophique.
Il existe des textes bouddhiques anciens provenant de diverses écoles bouddhistes, particulièrement des écoles Theravāda et Sarvāstivāda, mais également des écoles Dharmaguptaka, Mahasamghika, Mahishasaka, Mulasarvastivada, ainsi que d'autres textes de provenance incertaines.
Selon l'indianiste allemand Oskar von Hinüber, le principal objet de la composition de ces textes était « la préservation et la défense de la tradition orthodoxe ». Il ajoute que cet effort littéraire fut influencé par la prose védique des brahmanes. Ainsi que noté par Oskar von Hinüber, ces ensembles contiennent également les tout premiers textes indiens commémorant des événements historiques, comme le Mahaparinibbana Sutta, qui relate la mort du Bouddha. De même, l'introduction des sūtras anciens contient presque toujours la position géographique de l'événement décrit, toujours précédée de la phrase « Ainsi ai-je entendu » (evaṃ me sutaṃ).
Les indications textuelles de diverses traditions montrent que du Ier siècle av. J.-C. au IVe siècle, de légères différences se développèrent entre ces textes parallèles, et que ces variantes reflétaient les différences entre « filiations des écoles, traditions locales, environnements linguistiques, textes non standardisés ou toute combinaison de ces facteurs ».

### Oralité
Ces textes furent initialement transmis de façon orale. Selon le bouddhologue Marcus Bingenheimer, 

« Après la mort du fondateur, les textes bouddhiques ont été transmis oralement en dialectes moyen indo-aryens (prakrits). Alors que la tradition méridionale s'est finalement standardisée dans l'un de ces dialectes, le pali, en tant que langue canonique, en Inde et en Asie centrale, les textes bouddhiques ont été successivement sanskritisés et/ou traduits dans d'autres langues telles que le chinois, le tokharien, le khotanais, le sogdien et le tibétain. De plus, de nouveaux textes bouddhiques en Inde, à partir du troisième siècle au moins, ont été directement composés en sanskrit standard. Les manuscrits de la tradition nordique, en particulier ceux de provenance d'Asie centrale, sont donc souvent en prakrit (en particulier en gāndhārī) ou dans une forme non standard de sanskrit, parfois appelée sanskrit bouddhiste, une étape intermédiaire entre certains prakrit et le sanskrit standard. »

Ainsi que noté par le bouddhologue australien Mark Allon, diverses raisons expliquent pourquoi les spécialistes considèrent que ces textes ont été transmis oralement : des éléments internes aux textes eux-mêmes attestant que ceux-ci devaient être mémorisés et récités, l'absence totale d'indices (archéologiques ou internes au textes) indiquant que l'écriture était utilisée pour préserver ces textes, et les caractéristiques stylistiques des textes eux-mêmes.
Une caractéristique importante des premiers textes bouddhiques est l'emploi de structures formelles typiques de la littérature transmise oralement, telles que l'utilisation de répétitions et de formules rhétoriques. D'autres caractéristiques stylistiques qui trahissent l'oralité comprennent : l'utilisation de multiples synonymes, des phrases et des passages standardisés, des comparaisons de résumés de versets, des listes numérotées et des structures narratives standardisées.
Ces caractéristiques stylistiques contrastent avec celles d'œuvres ultérieures telles que les sutras Mahayana, qui contiennent des récits plus élaborés et complexes, plus difficiles à mémoriser. En outre, les textes bouddhiques anciens font toujours référence à d'anciens lieux indiens historiques, contrairement à de nombreuses œuvres ultérieures du Mahayana, qui indiquent avoir été enseignées par le Bouddha dans les royaumes célestes ou dans d'autres circonstances surnaturelles.
Les spécialistes pensent que les premiers textes bouddhiques ont été transmis par des lignées de bhāṇakas, des moines spécialisés dans la mémorisation et la récitation de recueils particuliers de textes, jusqu'à ce qu'ils soient finalement enregistrés par écrit après le Ier siècle av. J.-C.

Ainsi que noté par Alexander Wynne :

« Bien qu'il n'y ait aucune preuve d'écriture avant Ashoka, l'exactitude de la transmission orale ne doit pas être sous-estimée. La communauté bouddhiste était pleine de brahmanes qui savaient que le système éducatif védique avait transmis une masse de textes difficiles, textuellement, dans une langue de plus en plus archaïque, pendant plus de mille ans. Comme les premiers bouddhistes exigeaient un autre moyen de transmission orale, pour des textes assez différents, d'autres méthodes mnémotechniques ont été développées, basées sur le chant communautaire (saṅgīti). Les textes déclarent explicitement que cette méthode devait être employée, et leur forme effective montre qu'elle l'était, à grande échelle. »

Certains savants comme Wynne et Bhikkhu Anālayo considèrent que ces textes étaient mémorisés sous une forme fixe, afin d'être récités textuellement (par contraste avec d'autres formes de littérature orale comme l'épopée), et que ceci était réitéré lors de récitations en commun (qui laissent peu de place à l'improvisation), tandis que d'autres (L.S. Cousins (en), Rupert Gethin) estiment qu'ils auraient pu être récités selon des méthodes laissant plus de place à la poésie et à l'improvisation au moyen de listes ou de formules minimales.
Les textes bouddhiques anciens reflètent également l'influence des textes védiques, comme attesté par l'adoption de certaines métriques, certaines formes d'organisation, ainsi qu'une terminologie et des idées similaires à celles des textes védiques. Ils partagent également certaines métaphores et images avec des textes comme le Brihadaranyaka Upanishad (comme l'unique goût salé de l'océan, AN 8.157 vs. Bṛhadāraṇyaka 2.4.11).

### Lieux et dates
Les lieux indiqués dans les textes bouddhiques anciens correspondent généralement au monde de la seconde phase d'urbanisation, constitué de petites villes et de villages, ainsi que de petits états concurrents (les Mahajanapadas) avec une urbanisation moins développée que dans l'empire maurya. Ils décrivent la plaine indo-gangétique avant le développement de l'empire Nanda, qui unifia tous ces petits états concurrents durant le IVe siècle.
Ils décrivent également Pataliputra comme le petit village de Pataligama, alors qu'il deviendrait ultérieurement la capitale de l'empire maurya et la plus grande ville de l'Inde. Ils ne mentionnent pas Ashoka, mais mentionnent le maître jaïn Mahavira comme étant contemporain du Bouddha.
Les textes bouddhiques anciens décrivent également une économie locale peu développée, à une époque antérieure à l'établissement des grands réseaux commerciaux, ainsi que noté par Brahmali et Bhante Sujato :

« Il est dit que le roi Pasenadi de Kosala utilisait du bois de santal kāsi (MN 87.28), ce qui indique que même les couches sociales les plus élevées utilisaient des produits de luxe produits localement. Cette situation est peut-être prévisible étant donné les divisions politiques dans le nord de l'Inde à l'époque, ce qui a pu compliquer le commerce à longue distance. »

Comme indiqué par Oskar von Hinüber, l'absence de toute mention aux Mauryas dans ces textes, par contraste avec d'autres textes bouddhiques ultérieurs qui les mentionnent, est également une preuve de leur origine pré-Maurya :

« Étant donné l'importance de la montée de l'empire Maurya même sous Chandragupta Maurya, qui est plus connu pour son inclination vers le jaïnisme, on pourrait conjecturer que la date de composition du Mahāparinibbānasuttanta la plus tardive, du moins pour cette partie du texte, est d'environ 350 à 320 avant J.-C. »

Selon Alexander Wynne, 

« Les éléments de matériau textuel similaires trouvés dans les canons des différentes sectes... remontent probablement à l'époque pré-sectaire. Il est peu probable que ces similarités aient pu être produites par l'effort conjoint de différentes sectes bouddhistes, car une telle entreprise aurait nécessité une organisation à une échelle tout simplement inconcevable dans le monde antique. »

### Archéologie
Les édits d'Ashoka font partie des plus anciens documents historiques indiens, et ils concordent avec les anciens textes bouddhiques dans une certaine mesure.
D'après Sujato, l'édit MPE 2 (Sārnāth) emploie divers termes spécifiques aux textes bouddhiques anciens, tels que : « bhikhusaṁgha, bhikhuni-saṁgha, sāsana, upāsaka, anuposatha, saṁgha bheta, saṁgha samaga (version Sāñcī), cila-thitīka (Sāñcī) ».
Sujato note également que l'édit RE 5 (Kālsī) indique : « les bonnes actions sont difficiles à accomplir », « les mauvais actes sont faciles à commettre », qui pourrait être une citation de l'udâna (5:8). De même, l'édit RE 9 (Girnār) indique « il n'y a pas de don comme le don du Dhamma », qui pourrait être une citation des textes bouddhiques anciens (cf AN 9:5 ou Dhp 354).
A. Wynne note que l'édit mineur sur rocher no 3 mentionne quelques textes bouddhiques qui ont été identifiés, ce qui pourrait indiquer qu'à l'époque d'Ashoka (304–232 av. J.-C.) ceux-ci étaient déjà stabilisés. Par exemple le Rāhulāvada pourrait se référer au Ambalaṭṭhikā Rāhulovāda Sutta (MN 61).
Quelques sites archéologiques primitifs comme celui du stūpa de Bharhut (dont l'essentiel du matériau visible date du Ier   ou   IIe siècle av. J.-C.) contiennent beaucoup de détails des textes bouddhiques primitifs, tels que la mention du Bouddha Gautama et des cinq Bouddhas du passé, ainsi que des rois Ajatashatru et Pasenadi. Des événements majeurs de la vie du Bouddha rapportés par les textes bouddhiques anciens y sont mentionnés, comme son éveil, son premier enseignement et sa mort. D'après Lüders, « … la visite d'Ajātasattu [au Bouddha] est représentée en détails exactement selon le Samaññaphala Sutta » et « … la représentation de la visite de Sakka suit le texte du Sakkapañha Sutta ».
D'autres inscriptions indiennes des Ier et IIe siècle incluent des termes tels que dhamma-kathika, peṭakin et suttantika, indiquant l'existence d'une littérature bouddhiste à cette époque.

## Matériaux textuels
La plupart des recherches modernes ont porté sur les nikāyas paḷis (qui ont été intégralement traduits dans les langues occidentales) et les agamas chinois (seulement partiellement traduits). Dès la fin du 19e siècle, il était connu que les nikāyas et les agamas contenaient un grand nombre de textes parallèles.

En 1882, Samuel Beal (en) publia Buddhist Literature in China, dans lequel il écrit :

« Le Mahaparinibbana, le Brahmajāla, le Sigalovada, le Dhammacakka, le Kasi-Bhāradvadja, le Mahāmangala ; j'ai trouvé toutes ces traductions et les ai comparées avec des traductions du pali, et je constate que dans l'ensemble elles sont semblables. Je ne dis pas exactement identiques ; elles diffèrent sur des points mineurs, mais sont identiques dans leur trame et dans tous les détails importants. Et lorsque les textes du Vinaya et les Agamas seront soigneusement examinés, je ne doute pas que nous trouverons la plupart sinon tous les suttas palis sous une forme chinoise. »

Durant le 20e siècle divers savants tels qu'Anesaki Masaharu et Chizen Akanuma entamèrent des études critiques de ces correspondances. Les premiers travaux les plus importants dans l'étude comparée de ces deux ensembles sont probablement ceux d'Anesaki (The Four Buddhist Āgamas in Chinese – A Concordance of their Parts and of the Corresponding Counterparts in the Pāli Nikāyas) et d'Akanuma (The Comparative Catalogue of Chinese Āgamas and Pāli Nikāyas),.
Au fil du temps, l'étude comparative de ces textes bouddhiques parallèles devint une branche à part entière de la bouddhologie, comme dans les travaux d'Étienne Lamotte (1988), qui commentait ainsi leur relation étroite :

« Cependant, à l'exception des interpolations mahāyanistes dans l'Ekottara Agama, qui sont facilement discernables, les variations en question [entre les Nikāyas et les Āgamas] n'affectent guère que le mode d'expression ou la disposition des sujets. La base doctrinale commune aux Nikāyas et Āgamas est remarquablement uniforme. Conservés et transmis par les écoles, les sūtras ne constituent cependant pas des documents scolaires, mais sont le patrimoine commun de toutes les sectes. »

Bhiksu Thich Minh Chau (1918– 2012), qui a conduit une étude comparative (1991) du Majjhima Nikaya Theravada et du Madhyama Agama Sarvāstivāda, en a conclu que malgré quelques différences d'ordre technique et pratiques, il existe un accord remarquable en matière doctrinale. Une étude plus récente de Bhikkhu Analayo confirme cette affirmation. Analayo soutient que le Majjhima Nikaya et le Madhyama Agama contiennent essentiellement les mêmes doctrines majeures.
Des travaux récents ont également été effectués sur d'autres matériaux plus fragmentaires préservés dans les collections sanskrites, tibétaines et du Gandhara. Andrew Glass a comparé un petit nombre de sutras gandharais avec leurs parallèles en tibétain, pali, sanskrit et chinois, et conclut qu'il y a une unité dans leurs doctrines, malgré quelques différences techniques.
Selon certains spécialistes asiatiques comme Yin Shun, Mizuno Kogen et Mun-Keat Choong, l'ancêtre commun au Samyutta Nikāya et au Samyukta Agama constitue la base des autres textes bouddhiques anciens.

### Textes palis
Le canon pali de l'école Theravada contient la collection existante la plus complète de textes bouddhiques anciens en langue indo-aryenne à avoir survécu jusqu'à aujourd'hui. Selon la tradition Theravada, après avoir été transmis oralement il fut d'abord mis par écrit au Ier siècle av. J.-C. au Sri Lanka.
Bien que certains spécialistes, comme le bouddhologue américain Gregory Schopen (en), soient sceptiques quant à l'ancienneté des textes palis, Alexander Wynne note que :

« Des fragments canoniques sont inclus dans le texte pali sur or, trouvé dans un reliquaire de Sri Ksetra datant de la fin du IIIe ou du début du IVe siècle après J.-C. ; ils concordent presque exactement avec les manuscrits palis existants. Cela signifie que le Tripiṭaka pali a été transmis avec un haut degré d'exactitude depuis plus de 1500 ans. Il n'y a aucune raison pour qu'une telle transmission n'ait pas été aussi précise dans le passé, au moins jusqu'à la période où il a été mis par écrit au premier siècle avant notre ère, et probablement plus loin encore. »

Le matériau bouddhiste ancien dans le canon pali se compose principalement des quatre premiers nikāyas palis, du Patimokkha (liste de base des règles monastiques) et d'autres documents du Vinaya ainsi que certaines parties du Khuddaka Nikāya (principalement Sutta Nipāta, Itivuttaka, Dhammapada, Therigāthā, Theragāthā, et le Udâna),,.
Ces textes ont été largement traduits dans les langues occidentales.

### Textes chinois
Les textes bouddhiques anciens préservés dans le canon bouddhique chinois comprennent en particulier les agamas, collections de sutras similaires aux nikāyas palis aussi bien par leur contenu que par leur structure. Il existe également certaines différences entre ces collections, comme l'ont montré des études comparatives modernes, telles que des omissions de matériau, des ajouts et des changements dans l'emplacement des phrases. Il est possible que ces divers agamas proviennent des écoles Sarvāstivāda (agamas Samyukta et Madhyama), Dharmaguptaka et Kashyapiya. Le Vinaya Pitaka Mahasamghika survit également en traduction chinoise. Certains des agamas ont été traduits en anglais par le Āgama Research Group (ARG) de l'organisation Fagushan.
La langue utilisée par ces textes est une variante du chinois ancien nommée chinois bouddhique (fójiào Hànyǔ 佛教漢語) ou chinois bouddhique hybride (fójiào hùnhé Hànyǔ 佛教混合漢語), ce qui dénote une considérable vernacularité. Le chinois bouddhique possède un nombre significatif d'éléments dérivant de la langue source, incluant des calques et des transcriptions phonologiques. L'analyse de ces textes a montré qu'ils furent traduits de langues prâkrit indo-aryennes, avec divers degrés de sanskritisation.
Tandis que les autres agamas chinois sont largement cohérents en matière de doctrine avec les nikayas palis, l'agama Ekottara a été considéré par divers spécialistes, tels que Johannes Bronkhorst et Étienne Lamotte, comme influencé par les concepts Mahayana plus tardifs. Selon Lamotte, ces « interpolations » sont facilement discernables. D'après Analayo, l'hypotheès habituellement retenue est que cet agama dérive de l'école Mahasamghika.

### Textes gandhariens et bactriens
Des découvertes modernes de divers ensembles fragmentaires de manuscrits au Pakistan et en Afghanistan ont contribué de manière significative à l'étude des textes bouddhiques anciens.
La plupart de ces textes sont écrits en gāndhārī et en alphabet kharoshthi, mais certains sont écrits en bactrien. Selon Mark Allon, les textes bouddhistes gandhariens contiennent plusieurs textes bouddhiques anciens similaires à ceux découverts dans d'autres collections « comme l'Ekottarikāgama et le Vana-saṃyutta du Saṃyutta-nikāya/Saṃyuktāgama ».
Ces manuscrits incluent un texte parallèle à l'Anattalakkhana Sutta, appartenant possiblement à l'école Dharmaguptaka. Certains de ces textes ont fait l'objet d'une traduction.
Selon Mark Allon, les découvertes majeures les plus récentes comprennent les collections suivantes :
- Les manuscrits Kharoṣṭhī de la British Library[58], rouleaux d'écorce de bouleau en gāndhārī et alphabet kharoshthi, appartenant possiblement à l'école Dharmaguptaka. Ils incluent des sutras en prose et des œuvres en vers comme certaines parties du Dhammapada datant du Ier siècle, ce qui en fait les plus anciens manuscrits bouddhiques découverts.
- La collection Robert Senior de manuscrits Kharoṣṭhī[59], rouleaux d'écorce de bouleau en gāndhārī et alphabet kharoshthi, appartenant possiblement à l'école Dharmaguptaka. La plupart d'entre eux conservent des sutras en prose « canoniques », ainsi que du matériau biographique sur la vie du Bouddha associé au Vinaya.
- Les manuscrits de la collection Schøyen[60], découverts dans les grottes de Bâmiyân, collection qui préserve des textes bouddhiques anciens, ainsi que des textes de l'Abhidharma et du Mahayana, en sanskrit ou gāndhārī.

### Textes sanskrits
Selon Mark Allon, une importante découverte récente est « une partie substantielle d'un grand manuscrit sanskrit en écorce de bouleau du Dirgha Agama, la division du canon qui contient les longs discours, appartenant à l'école Mulasarvastivada, qui date du septième ou huitième siècles de notre ère ».
Ce Dirgha Agama de Gilgit contient quarante-sept discours. Ils incluent certains sutras qui n'existent pas en pali, comme le Māyājāla-sutra, le Catuṣpariṣat-sūtra et le Arthavistara-sūtra.
Le Arthaviniścaya Sūtra est un texte composite constitué principalement de documents bouddhiques anciens organisés en une liste de type Abhidharma.
Des fragments en sanskrit de différents agamas bouddhiques anciens provenant de diverses sources sont également préservés, dont des fragments issus de découvertes archéologiques effectuées dans le bassin du Tarim et dans la ville de Tourfan. Ces découvertes comprennent des versions d'un Udanavarga sanskrit.
D'autres agamas sanskrits incluent le (non-Mahayana) Mahāparinirvāṇasutra et le Pratītyasamutpādādivibhaṅganirdeśa.
Divers textes du Vinaya en sanskrit sont également préservés, dont des textes du Vinaya Sarvāstivāda et du Vinaya Mulasarvastivada.
le Lalitavistara Sūtra, bien qu'incluant des ajouts beaucoup plus tardifs, comprend également des quelques passages parallèles aux textes bouddhiques anciens, dont des passages sur le premier sermon à Varanasi.

### Sources Mahasamghika
Le premier schisme dans la communauté bouddhiste se produisit entre les Sthaviras (« Anciens ») et les Mahasamghikas (« Ceux de la Grande Assemblée »). Certains bouddhologues comme Edward Conze ont ainsi souligné l'importance des textes bouddhiques anciens qui ont des parallèles dans les sources Sthavira et Mahāsāṅghika. Cependant, peu de textes Mahāsāṃghika ont été préservés en comparaison du matériau Sthavira.
Une source importante de textes anciens Mahāsāṃghika est le Mahāvastu (« Grand Evénement »). Il raconte une vie mythifiée du Bouddha qui comprend de nombreux contes légendaires, mais inclut également divers parallèles aux textes bouddhiques anciens.
Il existe également des fragments des sutras Mahāsāṃghika Mahāparinirvāṇa et Caṁgi (pali: Caṅki) datant du IIIe au IVe siècle.
Le Śālistambasūtra (« sutra de la pousse de riz ») est un texte bouddhique ancien attribué à l'école Mahāsāṃghika, il contient de nombreux passages parallèles aux sutras palis. Ainsi que noté par N. Ross Reat, ce texte est en accord général avec les doctrines de base des textes sthaviras telles que la coproduction conditionnée, la voie du milieu entre complaisance et mortification, les cinq agrégats, les trois poisons, les quatre nobles vérités et le noble sentier octuple.
Il existe également divers textes du Vinaya Mahāsāṃghika qui contiennent des matériaux anciens, dont leur code monastique pratimokṣa, qui est presque identique au Patimokkha Sthavira.
L'agama chinois Ekottara (增壹阿含經; pinyin: zēngyī-ahánjīng) a été attribué aux Mahāsāṃghikas par divers spécialistes, bien que cette attribution reste incertaine.

### Abhidharma
Les divers traités de l'Abhidharma sont considérés par les spécialistes comme étant (principalement) constitués d'un matériau tardif (à partir du IIIe siècle av. J.-C.) et ne sont donc pas considérés comme des textes bouddhiques anciens. En dépit du caractère (relativement) récent des textes de l'Abhidharma, certains spécialistes comme Erich Frauwallner considèrent qu'il existe un noyau de matériau ancien pré-sectaire dans les parties les plus anciennes de l'Abhidharma, comme dans le Vibhanga Theravada, le Dharmaskandha Sarvāstivāda, et le Śāriputrābhidharma de l'école Dharmaguptaka. D'après l'étude comparative de Frauwallner, il est possible que ces textes aient été développés et « construits à partir du même matériau », principalement d'anciennes listes doctrinales bouddhiques (pali: mātikā, sanskrit: mātṛkā) qui forment l'« ancien noyau » de l'Abhidharma primitif.

### Genres narratifs
Certains textes narratifs qui traitent des vies passées du Bouddha et d'autres personnages, principalement les Jātakas et Avadanas, pourraient également être considérés comme des textes bouddhiques anciens. Selon Peter Skilling, le genre Jataka est « l'un des plus anciens genres de la littérature bouddhique ». Sarah Shaw écrit que la première partie des Jātakas palis, les textes en vers, est « considérée comme l'un des tout premiers éléments de la tradition pali et date du cinquième siècle av. J.-C. ». Le genre Jataka apparaît comme faisant partie d'un ancien schéma littéraire bouddhique appelé les neuf divisions de l'enseignement du Bouddha (« navaṅga-buddhasāsana »), et des représentations de celles-ci apparaissent dans l'art indien ancien et les inscriptions (dès le IIe siècle av. J.-C.) découvertes dans des sites tels que Sanchi et Bharhut,,. Selon Martin Straube, si ces récits ne peuvent être datés de manière précise, « le fait que de nombreux récits soient transmis sous une forme presque identique dans les canons des différentes écoles montre qu'ils remontent à l'époque précédant les schismes entre les écoles ». Selon A. K. Warder (en), les Jatakas sont les précurseurs des diverses biographies légendaires du Bouddha, qui ont été composées à des dates ultérieures.

### Autres sources
Divers textes bouddhiques anciens se trouvent dans le Kangyour tibétain. Peter Skilling a publié des traductions anglaises de ces textes dans ses deux volumes Mahasutras (Pāli Text Society, 1994). D'après le site 84000.co qui contient des traductions du canon tibétain, le catalogue du Kangyur Degé indique que les sutras Toh 287-359 de la section « Sutras généraux » sont des œuvres Shravakayana « probablement extraites des agamas Mulasarvastivada ».
Une autre source importante de matériau bouddhiste ancien dans le canon tibétain sont de nombreuses citations de Śamathadeva dans son Abhidharmakośopāyikā-ṭīkā (Derge no 4094/Pékin no 5595), un commentaire de l'Abhidharmakosha. Une partie de ce matériau est disponible en traduction anglaise par Bhikkhunī Dhammadinnā.
Les traités Mahayana contiennent quelquefois des citations des textes bouddhiques anciens. Selon Étienne Lamotte, le Mahāprajñāpāramitāupadeśa cite « une centaine de sūtras du petit véhicule ; la plupart sont empruntés aux collections d'agamas ». Le volumineux Yogācārabhūmi-śāstra contient une section intitulée Vastusaṃgrahaṇī (recueil de thèmes) qui comprend des résumés des sujets clés trouvés dans chaque sutra du Saṃyukta Agama, ainsi que les sujets du Vinaya et les listes doctrinales (Mātṛka).
De nombreuses citations de sutras par les auteurs des traités Sautrāntika sont également une source de fragments bouddhiques anciens. L'école Sautrāntika était connue pour privilégier l'utilisation d'exemples et de références aux sutras bouddhiques anciens. Ces œuvres incluent le Drstantapankti de Kumaralata, l'Abhidharmamrtara-sasastra attribué à Ghosaka, l'Abhidharmavatara-sastra attribué à Skandhila et le Tattvasiddhi de Harivarman.
Le canon tibétain comprend également un grand texte Mulasarvastivada appelé La mise en pratique de la Pleine Conscience du Dharma sacré (Saddharmasmṛtyupasthāna,  Toh 287). Ce texte contient quelques passages bouddhiques anciens, y compris une section sur la pleine conscience du corps (ch. 5), une section sur les dix voies de l'action saine (ch. 1) et un passage (au ch. 2) qui est similaire au Discours sur la distinction des six éléments (Saddhatuvibhangasutra, MA 162) selon Daniel Malinowski Stuart. Il y a aussi d'autres passages dans le chapitre deux décrivant la contemplation de l'impureté, de l'amour bienveillant et de pratityasamutpada.